# صداقت علمی
صداقت علمی با راستینگیِ علمی با «بهترین شیوه‌ها» یا «قوانین عملکرد حرفه‌ای پژوهشگران» سروکار دارد. محرک ارائهٔ این مولفه، گزارشی از OECD در سال ۲۰۰۷ در زمینه بحران تکرار و مبارزه با بدرفتاری علمی بوده است.

## تمهیدات
در سال ۲۰۰۷ میلادی، OECD، گزارشی پیرامونِ بهترین شیوه‌ها برای ارتقایِ یکپارچگیِ علمی و جلوگیری از رفتار نادرست در علم منتشر کرد.
متون بین‌المللی اصلی در این زمینه:
1. منشور اروپا برای پژوهش‌گران (۲۰۰۵)
2. بیانیهٔ سنگاپور پیرامونِ یکپارچگیِ پژوهشی (۲۰۱۰)[۲]
3. آیین‌نامهٔ رفتار اروپا برای یکپارچگی پژوهشیِ «همهٔ آکادمی‌های اروپایی» (ALLEA) و «بنیاد علوم اروپا» (ESF) (در ۲۰۱۱ ارائه و در ۲۰۱۷ بازنگری شد.[۳])

### در اروپا
آیین‌نامه رفتار اروپا برای یکپارچگیِ پژوهشی که در سال ۲۰۱۱ منتشر شد و در سال ۲۰۱۷ بازنگری شد، مفهوم یکپارچگی علمی را در چهار اصل بنیادین توسعه می دهد. 
- اتکاپذیری: که به کیفیت و تکرارپذیری پژوهش مربوط می‌شود.
- راستی: که به شفافیت و عینیت پژوهش مربوط می‌شود.
- احترام: به محیط انسانی، فرهنگی و محیطِ اکولوژیکیکِ پژوهش.
- پاسخگویی: که به پیامدهای انتشار پژوهش مربوط می‌شود.